# Boeberoides grandiflora
Boeberoides grandiflora (DC.) Strother è una pianta della famiglia delle Asteracee, diffusa in Messico. È l'unica specie del genere Boeberoides.